# Караби-яйла (ландшафтный заказник)
Караби-яйла (укр. Карабі-яйла, крымскотат. Qarabiy yayla, Къарабий яйла) — ландшафтный заказник, расположенный на территории Белогорского района (Крым). Создан 22 декабря 2010 года. Площадь — 2 829 га. Землепользователь — Министерство экологии и природных ресурсов Республики Крым и государственное автономное учреждение Республики Крым «Белогорское лесное хозяйство».

## История
Заказник создан постановлением Верховной рады Автономной Республики Крым от 22.12.2010 № 126-6/10 «О расширении и упорядочении сети территорий и объектов природно-заповедного фонда в Автономной Республике Крым».
Является государственным природным заказником регионального значения, согласно распоряжению Совета министров Республики Крым от 05.02.2015 № 69-р «Об утверждении Перечня особо охраняемых природных территорий регионального значения Республики Крым».

## Описание
Заказник был создан с целью сохранения, возобновления и рационального использования типичных и уникальных природных комплексов. На территории заказника запрещается или ограничивается любая деятельность, если она противоречит целям его создания или причиняет вред природным комплексам и их компонентам.
Заказник расположен в северо-западной и северо-восточной части горного массива Караби-яйла — севернее села Генеральское — Новокленовского лесничества Белогорского лесхоза кварталы 69-73, 76-78, 80-83, 92-99, 102—105, 109—114. Занимает два раздельных участка. Разделён на два участка заказником Урочище Караби-яйла (площадью 491 га) на кварталах 74, 75, 84-86, на юге примыкает заказник Горный карст Крыма. На горном массиве в заказнике расположено озеро Эгиз-голь.
Ближайшие населённые пунктыː сёла Генеральское (южнее) и Красносёловка (восточнее), города — Алушта (южнее) и Белогорск (севернее)

## Природа
Флора представлена 500 видами и подвидами сосудистых растений, в том числе 27 видами и подвидами узких региональных эндемиков Крыма. Особенной чертой петрофитных группировок заказника является широкое распространение сообществ с преобладанием ясколки Биберштейна.
Караби-Яйла — область питания подземных вод, используемых для водоснабжения населённых пунктов.